# Gerd Bāsāk
Gerd Bāsāk (persiska: گرد باساک) är en ort i Iran.   Den ligger i provinsen Västazarbaijan, i den nordvästra delen av landet, 600 km väster om huvudstaden Teheran. Gerd Bāsāk ligger 1 376 meter över havet och antalet invånare är 239.
Terrängen runt Gerd Bāsāk är kuperad åt nordost, men åt sydväst är den bergig.Runt Gerd Bāsāk är det ganska tätbefolkat, med 83 invånare per kvadratkilometer. Närmaste större samhälle är Piranshahr, 19,3 km nordväst om Gerd Bāsāk. Trakten runt Gerd Bāsāk består i huvudsak av gräsmarker.